# Уховёртки прибрежные
Уховёртки прибрежные (лат. Labiduridae) — живут на берегах морей, рек, и других водоемов

## Распространение
Всесветное, кроме Антарктиды. В ископаемом состоянии семейство известно из бирманского янтаря. Также уховертки, возможно относящиеся к Labiduridae, найдены в испанском и французском янтарях.

## Описание
Среднего и крупного для уховёрток размеров, имеют цилиндрическое тело, есть хорошо развитые крылья и длинные антенны, в которых одни членики (4—6) короткие, а другие крупнее. Последний тергит брюшка приспущен и подогнут вниз, в виде лопасти внедряясь в основание форцепсов. У самцов, копулятивный аппарат двойной, и имеет парный пенис.

## Классификация
Около 70 видов в 8 родах и 3 подсемействах (Steinmann, 1989).
- Allostethinae Verhoeff, 1904
  - Род Allostethella Zacher, 1910
  - Род Allostethus Verhoeff, 1904
  - Род Gonolabidura Zacher, 1910
    - Gonolabidura meteor Steinmann

  - Род Protolabidura Steinmann, 1985
- Labidurinae Verhoeff, 1902
  - Род Forcipula Bolivar, 1897
  - Род Labidura Leach, 1815
    - Уховёртка прибрежная (Labidura riparia)
    - Labidura herculeana Fabricius
    - Labidura truncata Kirby

  - Род Tomopygia Burr, 1904
- Nalinae Steinmann, 1975
  - Род Nala Zacher, 1910
    - Nala lividipes (Dufour, 1828)